# Ilyass Rabihi
Ilyass Rabihi, né le 11 avril 1996 à Taroudant, est un coureur cycliste marocain.

## Biographie
En 2014, Ilyass Rabihi s'impose sur la course en ligne des championnats du Maroc puis des championnats arabes, dans la catégorie juniors (moins de 19 ans). Il représente également son pays lors des championnnats du monde, qui ont lieu à Ponferrada.
En 2016, il se classe cinquième d'une épreuve du Challenge du Prince, huitième du championnat du Maroc du contre-la-montre et quinzième du Grand Prix Chantal Biya. Au mois d'août, il dispute le Tour de l'Avenir, où il arrive hors délais dès la première étape. L'année suivante, il termine quatrième du championnat du Maroc du contre-la-montre espoirs, cinquième d'une étape du Tour du Maroc et neuvième de l'épreuve en ligne des Jeux de la Francophonie.
Pour la saison 2020, il signe avec le club français de l'ASPTT Nancy, en division nationale 3.

## Palmarès
- 2014
  -  Champion arabe sur route juniors[2]
  -  Champion du Maroc sur route juniors
  - 2e du championnat du Maroc du contre-la-montre juniors
- 2016
  - 3e du championnat du Maroc du contre-la-montre espoirs

## Classements mondiaux
| Année           | 2016 | 2017 |
| --------------- | ---- | ---- |
| UCI Africa Tour | 133e | 132e |